# 米夏埃尔·梅茨
米夏埃尔·梅茨（德語：Michael Metz，1964年6月16日—），德国男子曲棍球运动员。他曾代表西德、德国参加1988年和1992年夏季奥林匹克运动会曲棍球比赛，获得一枚金牌和一枚银牌。